# Matthew Fontaine Maury
Matthew Fontaine Maury, född 14 januari 1806 i Spotsylvania County, Virginia, död där 1 februari 1873, var en amerikansk hydrograf.
Maury tillhörde från 1825 USA:s marin, från 1836 som löjtnant. År 1839 anställdes han vid sjökarteverket i Washington, D.C., i anslutning till vilket ett nautiskt observatorium och en hydrografisk byrå utvecklades. Han blev 1844 direktör för det hela och erhöll 1855 kommendörs grad. 
I sin nya verksamhet hopade han genom utdelande och återuppsamlande av ändamålsenligt inrättade loggböcker ett högst rikhaltigt förråd av nautiska iakttagelser, varefter han publicerade vind- och strömkartor samt anvisningar på de bästa segelvägarna. Därigenom samt genom det på sin tid banbrytande arbetet The Physical Geography of the Sea (1855; många upplagor; översatt på flera språk) och andra skrifter fick han stor betydelse för sjöväsendet och dess hjälpvetenskaper, i synnerhet hydrografin, vilken vetenskap han anses ha praktiskt taget grundlagt. Det var också huvudsakligen hans förtjänst, att ett gemensamt system för nautiska observationer fastställdes på den internationella kongressen i Bryssel 1853.
Vid amerikanska inbördeskrigets utbrott (1861) ställde han sig till sydstaternas tjänst och begav sig senare, efter att ha mist nästan all sin egendom, först till England och sedermera i tjänst hos kejsar Maximilian av Mexico och blev 1868 professor i meteorologi vid militärinstitutet i Virginia.